# Carmo do Cajuru
Carmo do Cajuru est une municipalité brésilienne de l'État du Minas Gerais et la microrégion de Divinópolis.